# Wilhelm Viol
Friedrich Wilhelm Viol (auch Fridericus Guilelmus Viol; * 7. April 1817 in Nimptsch; † 1874) war ein deutscher Augenarzt und Musikschriftsteller.

## Leben

### Werdegang des Arztes
Wilhelm Viol war der Sohn eines Königlichen Rechnungsrates und Steuereinnehmers a. D. Er durchlief das Friedrichsgymnasium und begann 1836 sein Studium der Medizin Die zweite Hälfte seines akademischen Quadriviums verbrachte er in Berlin, wo er im Unterricht von Johann Christian Jüngken selbst zur Ausübung der Augenheilkunde angeregt wurde.
1842 ließ sich Viol in Reichenbach in Schlesien zunächst als praktischer Arzt nieder, wo erste geglückte Augenheilungen seinen Ruf begründeten. 1847 ging er nach Breslau, um sich dort noch gezielter und in größerem Rahmen um Augenleiden kümmern zu können. Für die Armen der Stadt initiierte er die Gründung des Schlesischen Vereins zur Unterstützung und Heilung armer Augenkranker. Dieser betrieb ab dem 1. März 1852 die Heilanstalt für Augenkranke in der damaligen Ohlauerstraße 47, in der schon im ersten Kalenderjahr mehr als 500 Kranke zumeist ambulant und in Teilen auch stationär behandelt werden konnten. Später wurden durchschnittlich 3000 Personen jährlich an der Heilanstalt behandelt.
Von 1864 bis 1874 wirkte Constantin Reichelt als Assistenzarzt für den die Augen-Heilanstalt leitenden und mittlerweile zum Sanitätsrat erhobenen Viol.
Außer neben seiner vielbeachteten Schrift Was hat man zu thun, um die Augen des neugeborenen Kindes vor Erblindung zu schützen? veröffentlichte Viol vor allem Aufsätze in Fachzeitschriften, so etwa über den Augenkatarrh.
Nachfolger Viols in der Leitung der Breslauer Armen-Augen-Heilanstalt wurde August Albert Burchard.

### Der Musikschriftsteller und -kritiker
Wilhelm Viol schrieb auch Kritiken zu der seinerzeitigen Neuen Musik, etwa die von Richard Wagner. Vor allem in den Jahren von 1857 bis 1862 wurden seine Auffassungen und Verlautbarungen durch Heinrich Gottwald in verschiedenen Schriften öffentlich scharf kritisiert. Der zeitweilig als „[...] Hauptfeind der Neudeutschen“ geschmähte Viol wurde dann jedoch wiederholt durch verschiedene Zeitungen mit Kritiken betraut.

## Werke (Auswahl)

### Schriften
- Was hat man zu thun, um die Augen des neugeborenen Kindes vor Erblindung zu schützen?, Breslau 1857